# ژرمن سانو
ژرمن سانو (انگلیسی: Germain Sanou؛ زادهٔ ۲۶ مهٔ ۱۹۹۲) بازیکن فوتبال اهل بورکینافاسو است.
از باشگاه‌هایی که در آن بازی کرده‌است می‌توان به باشگاه فوتبال سن-اتین اشاره کرد.
وی همچنین در تیم‌های ملی فوتبال زیر 17 سال بورکینافاسو و بورکینافاسو بازی کرده‌است.